# Euromast

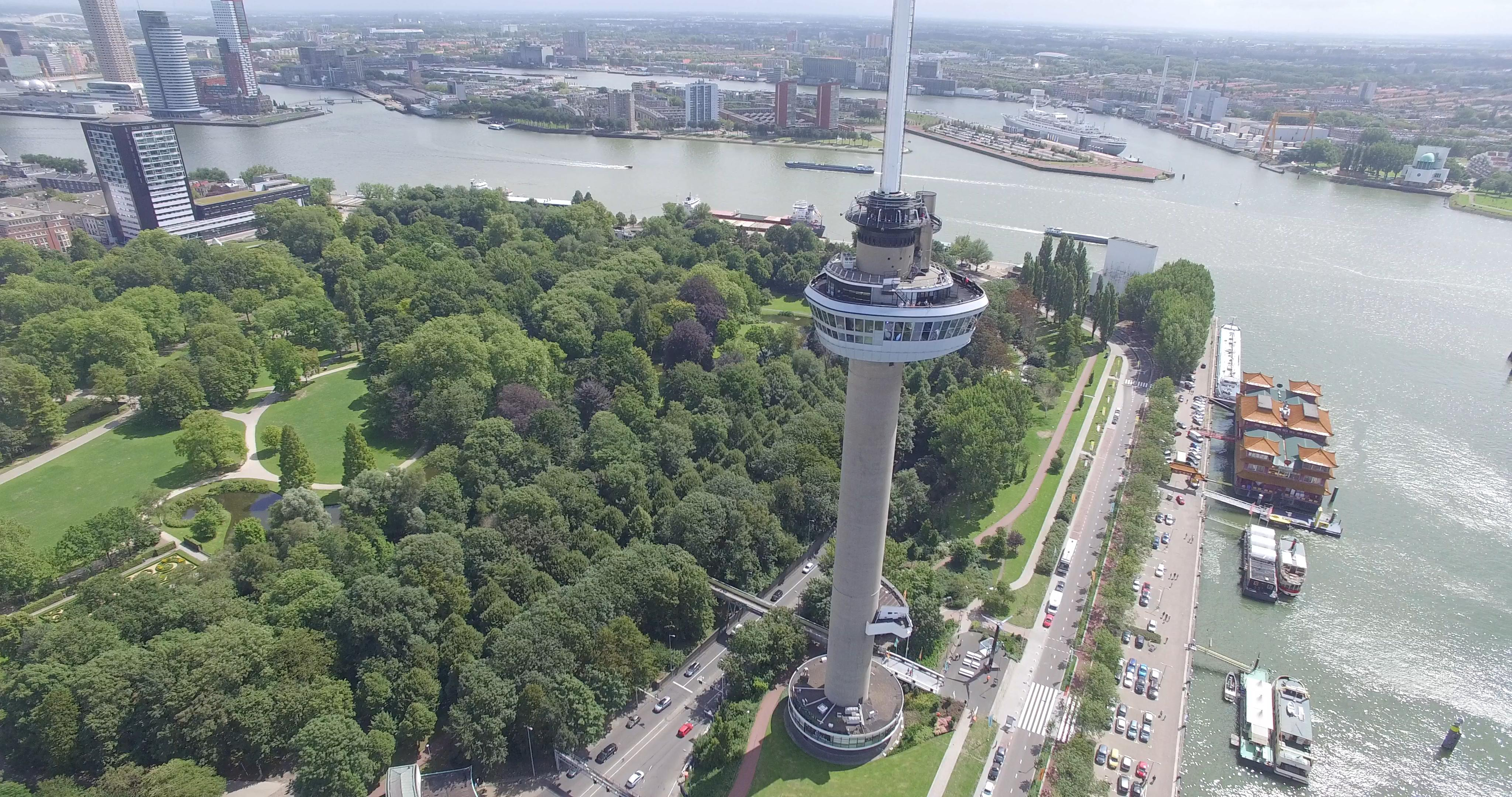
Vista aérea da Euromast, em 2015.

A Euromast é uma torre de observação situada na cidade de Roterdão, na província neerlandesa da Holanda do Sul. Possui 184,6 metros de altura, sendo a torre mais alta dos Países Baixos aberta ao público. Devido à sua forma, a Euromast é facilmente reconhecível no panorama urbano de Roterdão. Da torre, o público pode ter uma vista panorâmica da cidade de Roterdão, inclusive do Porto de Roterdão.
A Euromast foi inaugurada no dia 20 de março de 1960. Foi construída entre 1958 e 1960 para o festival Floriade 1960, realizado na cidade de Roterdã em 1960. A construção da torre ficou a cargo do arquiteto neerlandês Huig Aart Maaskant e da construtora neerlandesa J.P. van Eesteren. Originalmente, possuía cerca de 101 metros de altura, sendo até 1968 a maior torre de Roterdã. Em 1970, a Euromast recebeu o acréscimo de uma estrutura oca em seu topo, que aumentou sua altura e a tornou novamente a maior torre de Roterdã.